# Чивиаско
Чивиа̀ско (на италиански: Civiasco; на пиемонтски: Civiasch, Чивиаск) е село и община в Северна Италия, провинция Верчели, регион Пиемонт. Разположено е на 716 m надморска височина. Населението на общината е 265 души (към 2015 г.).